# Hylophorbus sextus
Espèce
Statut de conservation UICN

 DD  : Données insuffisantes
Hylophorbus sextus est une espèce d'amphibiens de la famille des Microhylidae.

## Répartition
Cette espèce est endémique de la province indonésienne de Papouasie en Nouvelle-Guinée occidentale. Elle n'est connue que dans sa localité type située dans la partie supérieure du cours du Wapoga, à environ 130 km au Nord-Est du kabupaten de Nabire. Elle est présente à environ 1 070 m d'altitude,.

## Étymologie
Le nom spécifique sextus vient du latin sextus, le sixième, en référence au fait que cette espèce a été décrite dans un article où elle est la sixième et dernière nouvelle espèce décrite par Rainer Günther.

## Publication originale
- Günther, 2001 : The Papuan frog genus Hylophorbus (Anura: Microhylidae) is not monospecific: description of six new species. Russian Journal of Herpetology, vol. 8, no 2, p. 81-104.